# Symphonicities
Albums de Sting
If on a Winter's Night...
(2009) The Last Ship
(2013)
Symphonicities est le dixième album studio du chanteur britannique Sting, il regroupe des reprises des plus grandes chansons de l'artiste autant en tant qu'artiste solo et lorsqu'il était membre du groupe The Police, accompagné cette fois-ci de trois orchestres symphoniques, à savoir le Royal Philharmonic Orchestra, The London Players et The New-York Philharmonic Concert Orchestra. L'album est sorti le 13 juillet 2010 sur Deutsche Grammophon. Enregistré aux studios Abbey Road, produit par Rob Mathes et Sting, mixé par Elliot Scheiner et Claudius Mittendorfer. En à peine six mois, soit depuis sa sortie en juillet à novembre 2010, s'était déjà vendu à 600 000 copies à travers le monde. C'est, jusqu'à maintenant, son quatrième album à sortir sur le prestigieux label Deutsche Grammophon, les trois autres étant Songs from the Labyrinth, If On a Winter's Night... et Live in Berlin.

## Liste des titres
| No  | Titre                                | Durée |
| --- | ------------------------------------ | ----- |
| 1.  | Next To You                          | 2:30  |
| 2.  | Englishman in New York               | 4:23  |
| 3.  | Every Little Thing She Does Is Magic | 4:56  |
| 4.  | I Hung My Head                       | 5:31  |
| 5.  | You Will Be My Ain True Love         | 3:44  |
| 6.  | Roxanne                              | 3:37  |
| 7.  | When We Dance                        | 5:26  |
| 8.  | The End Of The Game                  | 6:07  |
| 9.  | I Burn For You                       | 4:03  |
| 10. | We Work The Black Seam               | 7:18  |
| 11. | She's Too Good For Me                | 3:03  |
| 12. | The Pirate's Bride                   | 5:02  |

Titres bonus :

- Straight to My Heart (disponible sur Best Buy, Napster, EU iTunes et sur les éditions japonaises)

- Why Should I Cry for You? (iTunes et sur les éditions japonaises)

- Whenever I Say Your Name (Amazon et sur les éditions japonaises)

- Every Little Thing She Does Is Magic (Bronx Street Fair Mix) et sur la version vinyle de l'album Symphonicities

## Musiciens
- Sting – chant, guitare acoustique (titres 9 et 11)

- Orchestres, directeurs et arrangeurs ;

The New York Chamber Consort – orchestre (titres 1, 2, 9, 11 et 12)
The London Players – orchestre (titres 3 et 6)
The Royal Philharmonic Concert Orchestra - orchestre (titres 4, 5, 7 et 8)
Lisa Kim – direction de l'orchestre (titres 1, 2, 9 et 12)
Jackie Shave – direction de l'orchestre (titres 3 et 6)
Gerald Gregory – direction de l'orchestre (titres 4, 7 et 8)
Rob Mathes – arrangements (tous les titres sauf 4, 5 et 7), directeur (titres 1–3, 6, 9, 10 et 12)
Steven Mercurio – arrangements (titres 5 et 7), directeur (titres 4, 7 et 8)
David Hartley – arrangements (titre 4)
- Musiciens :

Jo Lawry – chanteuse (tous les titres sauf 10), chant en duo (titres 5 et 11)
David Finck – contrebasse (titres 1–3 et 6)
Ira Coleman – contrebasse (titres 4, 5, 7, 8 et 11)
Dominic Miller – guitare acoustique (titres 4, 5, 7, 8 et 12), guitare électrique (titre 11)
Rob Mathes – piano (titres 1–3, 6 et 12), guitare acoustique (titres 3, 6 et 11), agitateur de cohue (titre 11)
David Cossin – percussion (titres 1–8), solo percussion (titre 9)
Joe Bonadio – percussion (titres 1, 2, 9–12 et sur Every Little Thing She Does Is Magic (Bronx Street Fair Mix))
Ben Wittman – programmation en boucle (titre 9)
Aaron Heick – clarinette solo (titre 2)
Anthony Pleeth – violoncelle solo (titre 6)
Shelley Woodworth – hautbois solo (titre 12)
Barbara Allen – harpe (titre 12)
Jeff Kievit – trompette solo (pièce 10)
Jim Hynes – trompette (titre 10)
James Delagarza – trompette (titre 10)
Dylan Schwab – trompette (titre 10)
Larry DiBello – cor (titre 10)
Chad Yarborough – cor (titre 10)
David Peel – cor (titre 10)
Theo Primus – cor (titre 10)
Birch Johnson – trombone (titre 10)
Dick Clark – trombone (titre 10)
Jeff Nelson – trombone basse (titre 10)
Marcus Rojas – tuba (titre 10)
Chris Botti – agitateur de cohue  (titre 11)
Ed Cherner – agitateur de cohue (titre 11)
Tracy Bufferd – agitatrice de cohue (titre 11)
Kathryn Schenker – agitatrice de cohue (titre 11)  